# Нити (фильм, 1984)
«Нити» (англ. Threads) — телевизионный фильм о ядерной войне, который был снят режиссёром Миком Джексоном для телекомпании BBC в 1984 году.
Фильм рассказывает о возможных последствиях ядерной войны. В картине использованы достаточно простые спецэффекты, которые, однако, позволяют довольно реалистично показать глобальную катастрофу. Авторы сравнивают современную цивилизацию с нитями паутины, которая очень сложна, однако может быть легко уничтожена.

## Сюжет

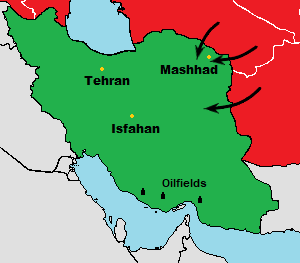
Передвижение советских войск в Иран, показанное в вырезке из The Observer в начале фильма (оккупированный Афганистан отмечен красным)

Весной молодые жители Шеффилда Рут Беккет и Джимми Кемп намерены пожениться по залёту, но в то же время очень любят друг друга, хотя их радость омрачена политическими новостями: в Иране обостряется напряжённость между США и Советским Союзом. Хоум-офис поручает городскому совету Шеффилда собрать чрезвычайную оперативную группу, которую разместят в импровизированном бомбоубежище в подвале городской ратуши, чтобы сохранить правительство города после бомбардировки. После того, как проигнорированный ультиматум США к СССР приводит к короткой тактической ядерной стычке, в Великобритании начинаются грабежи и беспорядки. Активистов Движения за мир и членов различных профсоюзов арестовывают в соответствии с Законом о чрезвычайных полномочиях от 1964 года.
Поступает сообщение о начале обмена ядерными ударами, на что сотрудники шеффилдской ратуши реагируют в панике, поскольку они совершенно не подготовлены к этому. Над Северным морем происходит взрыв ядерной боеголовки, который вызывает электромагнитный импульс; разрушены большинство электросистем по всей Великобритании и Северо-Западной Европе. Первые ракетные залпы поражают цели НАТО, в том числе находившуюся неподалёку от Шеффилда авиабазу Финнингли. Хотя город ещё не сильно пострадал, на улицах царит хаос. В последний раз Джимми замечен выбегающим из своей заглохшей машины, чтобы добраться до Рут. По Великобритании выстреливают одномегатонными боеголовками, в числе стратегических целей сталелитейные и химические заводы в Мидлендсе и виадук Тинсли в Шеффилде (потому что там электростанция Блэкберн-Мидоуз). Две трети всех домов в стране разрушены, а число погибших колеблется от 12 до 30 миллионов. Всего обмен ядерными ударами приводит к выбросу 3000 мегатонн, из которых около 210 приходится на Великобританию.
Шеффилдская Ратуша разрушена и чрезвычайная группа оказывается в ловушке. Они пытаются координировать жизнеобеспечение города с помощью своих немногих оставшихся коротковолновых радиостанций. Тем временем на Шеффилд обрушиваются осадки от ядерного взрыва в Кру. Мать Джимми умирает от лучевой болезни и тяжелых ожогов, а отец позже застрелен, когда в числе других жителей города пытается пробиться к продовольственным складам, которые оцеплены. Радиоактивные осадки мешают гражданским властям бороться с пожарами или спасать тех, кто оказался в ловушке под обломками. Рут переживает бомбардировку с родителями и бабушкой в подвале своего дома. Через некоторое время бабушка умирает, и Рут идёт в Королевский лазарет Шеффилда, куда к тому моменту стекаются раненые жители. Там она видит, что из-за отсутствия электричества, воды и медикаментов врачи оказываются в положении ничем не лучшем раненых: хирургические вмешательства проводят без анестезии, а вместо бинтов используют любые ткани. В отсутствие Рут мародёры убивают её родителей.
К июню солдатам удаётся проникнуть в подвал ратуши, но вся группа к тому моменту уже задохнулась. Без рабочей силы и топлива, необходимых для погребения или сжигания мёртвых, распространяется эпидемия инфекционных заболеваний, из-за чего множество переживших бомбардировку умирают в первую же зиму. Для предотвращения мародёрства и установления порядка уцелевшее правительство разрешает смертную казнь и организует специальные суды с полномочиями приводить смертные приговоры на месте. Армия активно использует винтовки и слезоточивый газ. Единственной жизнеспособной валютой становится пища, применяемая в качестве вознаграждения за труд или удерживаемая в качестве наказания. Миллионы тонн сажи, дыма и пыли в верхних слоях атмосферы приводят к началу ядерной зимы летом. В июле без водопровода, электричества и элементарной канализации Шеффилд становится непригодным для жизни. Рут и тысячи других выживших игнорируют официальный приказ не покидать город и уходят. Многие выжившие умирают от радиационного отравления. Рут добирается до Бакстона, который не так сильно пострадал. Там полиция селит её в один из домов, но после ухода полицейских хозяин дома, угрожая пистолетом, прогоняет Рут. В открытой столовой для бедных Рут встречает Боба, коллегу Джимми. Какое-то время Рут и Боб путешествуют вместе по пустошам, выживая за счёт сырых туш отравленного радиацией скота. В какой-то момент Боб заводит разговор о том, что он попытает счастья в каком-нибудь городе. Когда Рут, думая, что он говорит про Шеффилд, отговаривает его туда идти, потому что там ничего нет, Боб говорит, что пойдёт тогда в другой город, потому что «везде теперь одно и то же».
В сентябре Рут принимает участие в ежегодном сборе урожая, который проводится с использованием последнего оставшегося бензина и удобрений, но из-за ядерной зимы плотность урожая очень низкая. В заброшенном сарае Рут, без посторонней помощи, в одиночку рожает своего ребёнка, перегрызая зубами пуповину — несмотря на её страхи она рожает здоровую девочку, названную Джейн. К тому времени солнечный свет возвращается, но еда остаётся скудной из-за отсутствия оборудования, удобрений и топлива. Повреждение озонового слоя усиливает ультрафиолетовое излучение, что приводит к катаракте и раку, из-за чего в последующие несколько лет умирают большинство детей и стариков. Пытаясь раздобыть еды для себя и дочери, Рут опускается до того, что соглашается заняться сексом с торговцем едой, который в обмен обещает расплатиться с ней дохлыми крысами, так как даже они теперь идут в пищу.
Десять лет спустя население Великобритании сократилось до уровня средневековья — примерно 4—11 миллионов человек. Выжившие работают на полях, используя примитивные ручные сельскохозяйственные орудия. В лице Джейн зрителю подаётся представление о новом поколении детей, которые родились либо после бомбардировки (сказано, что таких очень мало), либо незадолго до неё: из-за примитивности и отсутствия организованности теперешнего образования (вместо преподавания детям просто демонстрируют сохранившиеся VHS-кассеты с обучающими программами) они все педагогически запущены, отстают в психическом развитии и говорят на ломаном английском. Умирает Рут — ещё довольно молодая, но полностью поседевшая и ослепнувшая от катаракты. Страна начинает восстанавливаться, возобновляя добычу угля, производя ограниченное электричество и используя паровую энергию, но население продолжает жить в почти варварском убожестве — города не восстанавливаются, завалы не расчищаются, а в обществе отсутствует единовластие.
Через три года после смерти Рут Джейн и двух мальчиков ловят на краже еды. Одного мальчика застрелили в последовавшей за этим неразберихе, Джейн и другому удаётся сбежать, но затем они дерутся за еду, и мальчик насилует её. Через какое-то время беременная Джейн по руинам добирается до импровизированной больницы с электричеством, где рожает мёртвого ребёнка и в ужасе кричит, увидев его.

## В ролях
- Карен Мигер — Рут Бекетт
- Рис Динсдейл — Джимми Кемп
- Дэвид Брайерли — мистер Кемп
- Рита Мэй — миссис Кемп
- Николас Лейн — Майкл Кемп
- Джейн Хейзлгроув — Элисон Кемп
- Генри Моксон — мистер Бекетт
- Джун Броутон — миссис Бекетт
- Сильвия Стоукер — бабушка Бекетт
- Гарри Бити — Клайв Саттон
- Рут Холден — Марджори Саттон
- Эшли Баркер — Боб
- Майкл О’Хаган — Хёрст
- Фил Роуз — медицинский офицер
- Стив Холлиуэлл — ответственный за информацию

## Награды и номинации

### Награды
- 1985 — Премия BAFTA
  - Лучшее оформление — Кристофер Робиллиард
  - Лучший оператор — Эндрю Данн[англ.]
  - Лучший монтаж — Джим Лэтем
  - Лучший драматический телефильм — Мик Джексон

### Номинации
- 1985 — Премия BAFTA
  - Лучший дизайн костюмов — Салли Найпер
  - Лучший звук — Грэм Росс, Джон Хэйл, Донна Бикерстафф
  - Лучший грим — Джен Нетеркот

## Похожие произведения
Фильмы:
- На следующий день
- Босоногий Гэн
- Волшебная миля
- Письма мёртвого человека
- На берегу
- На последнем берегу
- Облако
- Ядерный рассвет
- Когда дует ветер

Литературные произведения:
- Война в воздухе — роман Герберта Уэллса

## Комментарии
1. ↑  В фильме имя не звучит, известно из титров.
2. ↑  В сценарии об этом прямо не говорится, но в фильме имеется множество намёков на это.
3. ↑  Опять же в сценарии об этом прямо не говорится, но в фильме имеется множество намёков на это.